# María Bassó
María Bassó Larxé (1901-Madrid, 22 de julio de 1992) fue una actriz española.

## Biografía
Gran dama del teatro español, sus inicios profesionales se remontan a la década de 1920, cuando se integra en la compañía de Paco Hernández y ya en 1922 pisaba las tablas del Teatro Infanta Isabel de Madrid con la obra El tiempo de las cerezas, de Hansewych Wattine y un año después acompañaba a Eloísa Muro y María Bru en El paso del camello y en 1924 estrena El dinero del Duque, de Juan Ignacio Luca de Tena, donde coincide con quien habría de convertirse en su marido: el actor Nicolás Navarro, con el que contrae matrimonio el 23 de abril de 1924.
Ambos forman entonces su propia compañía y estrenan, entre otras, Ha entrado una mujer (1925), de Suárez Deza, Ángela María (1925), de Carlos Arniches, La tonta del bote (1926), de Pilar Millán-Astray en el Teatro Lara de Madrid, La araña de oro (1929), Mariquilla Terremoto (1930), de los Hermanos Álvarez Quintero, La culpa fue de aquel maldito tango (1933), de Francisco Ramos de Castro o Mi vida es mía (1935), de Augusto Martínez Olmedilla.
Tras la guerra civil española continuó su carrera junto a su marido, y encabezó reparto en los montajes de Las hijas de Lot (1939), en el Teatro Eslava, El retraso (1941), Un americano en Madrid (1942) en el Teatro Maravillas, El hijo de Curro Molina (1944), Madame Pepita (1946), de Gregorio Martínez Sierra, Cita en el más allá (1947), de Araceli Silva, con participación de sus dos hijos, los actores Félix y María Esperanza Navarro y La señora, sus ángeles o el diablo (1948), de Víctor Ruiz Iriarte.
En la primera mitad de la década de 1950, se incorpora a la compañía de su hija, y la secunda en los carteles de El alfiler en la boca (1952), de Jacinto Benavente, El genio alegre (1953), de los Hermanos Álvarez Quintero, Chispita la revoltosa (1954), de Jorge N. Michelena y Una viuda original (1955), de Adrián Ortega.
En 1956 pasa al Teatro Español y, bajo las órdenes de José Tamayo, estrena Proceso de Jesús (1956), de Diego Fabbri, con Manuel Dicenta. Tras el fallecimiento de su marido en 1958, continuó su carrera con las obras Tránsito de madrugada (1958), de Santiago Moncada y El teatrito de don Ramón (1959), de José Martín Recuerda.
En 1959 estrena la célebre obra de Miguel Mihura Maribel y la extraña familia y seguidamente tiene ocasión de participar en sendos títulos de García Lorca: Yerma (1961) y La casa de Bernarda Alba (1964). Seguirían Los derechos de la mujer (1962), de Alfonso Paso, La pechuga de la sardina (1963), de Lauro Olmo, El crimen al alcance de la clase media (1965), de Juan José Alonso Millán, El poder (1965), de Joaquín Calvo Sotelo, Divinas palabras (1968), de Valle-Inclán, La molinera de Arcos (1970), de Alejandro Casona, Tango (1970), de Sławomir Mrożek o Flor de Santidad (1973), de Adolfo Marsillach.
Su paso por el cine fue apenas testimonial, con una quincena de títulos.
Tras el fallecimiento de su hija María Esperanza en 1978, se retiró definitivamente de la interpretación.
Madre igualmente del guionista José Luis Navarro Basso (1925-1997).